# Horst Buck-Gramcko
Horst Buck-Gramcko (* 13. August 1929 in Hamburg) ist ein deutscher Orthopäde.

## Leben
Buck-Gramcko besuchte das Matthias-Claudius-Gymnasium Hamburg, an dem er 1949 das Abitur ablegte. Als Spross einer Arztfamilie studierte er an der Christian-Albrechts-Universität zu Kiel Medizin. Nach dem Physikum wechselte er an die Ludwig-Maximilians-Universität München, wo er im Juni 1955 das Staatsexamen mit „sehr gut“ ablegte. Mit einer Doktorarbeit bei Hermann Ehlert in der Münchener Chirurgie wurde er 1955  zum Dr. med. promoviert. Die Pflichtassistentenzeit absolvierte er am Allgemeinen Krankenhaus St. Georg in Hamburg. Die Weiterbildung zum Facharzt für Orthopädie durchlief er in der Chirurgie der Städtischen Krankenanstalten Darmstadt, im Berliner Oskar-Helene-Heim und in der Praxis seines als Orthopäde in Hamburg niedergelassenen Vaters.
Aus Anlass des 106. Deutschen Ärztetages 2003 in Köln ist Horst Buck-Gramcko mit der Paracelsus-Medaille der deutschen Ärzteschaft ausgezeichnet worden, als ein Arzt, „der sich in über vierzig Jahren seines aktiven Berufslebens als Arzt und Berufspolitiker durch seine engagierte Tätigkeit in den Gremien der ärztlichen Selbstverwaltung, sein Mitwirken in Beratungsgremien auf regionaler, Landes- und Bundesebene um die ärztliche Versorgung, Fort- und Weiterbildung, die Qualitätssicherung, das Gesundheitswesen und das Gemeinwohl der Bundesrepublik Deutschland besonders verdient gemacht hat.“ – Zudem wurde ihm 2004 die von der deutschen Bundesärztekammer gestiftete Ernst-von-Bergmann-Plakette für Verdienste um die ärztliche Fortbildung verliehen.
Horst Buck-Gramckos Bruder ist der Handchirurg Dieter Buck-Gramcko.

## Veröffentlichung
- Behandlung und Behandlungsergebnisse von Oberschenkelschaftfrakturen. Archiv für Orthopädische und Unfall-Chirurgie 50 (1958), S. 166–181.